# باد هونينغن
باد هونينغن (بالألمانية: Bad Hönningen) هي بلدة ألمانية تقع في ألمانيا في راينلند بالاتينات.[بحاجة لمصدر]  يقدر عدد سكانها بـ 5,711 نسمة .